# Іващишин Ольга Михайлівна
Іващ́ишин О́льга Миха́йлівна — заступник декана факультету іноземних мов з міжнародної співпраці, доцент кафедри іноземних мов для гуманітарних факультетів, кандидат філологічних наук Львівського національного університету імені Івана Франка.

## Біографічні відомості
Протягом 1975—1980 навчалася на романо — германському відділення філологічного факультету Дніпропетровського державного університету.
У 1997 році вступила на аспірантуру до Львівського національного університету імені Івана Франка. Захищала дисертацію на тему: «Англійські термінологічні словосполучення у текстах з проблем техногенного впливу на довкілля».
Окрім того, пройшла стажування в Орегонському університеті США (2000 р.); освоїла курс навчання «Викладання мов з допомогою комп'ютерних технологій», здобувши у 2001 році сертифікат Орегонського університету та курс навчання «Викладання письмового наукового мовлення», засвідчений сертифікатом того ж університету (2002 р.).

## Наукові інтереси

### Основні наукові публікації

#### Статті англійською мовою в іноземних виданнях
- Ivashchyshyn O. Computer Environments for Teaching Foreign Languages / O. Ivashchyshyn, V. Dovbenko // New Technologies — Old Teaching Methods. — 2010. — Vienna: FTW. — P. 35–39.
- Ivashchyshyn O. Contribution of Terminological Paradigms to English Diplomatic Discourse / O. Ivashchyshyn, N. Kashchyshyn // English as the Lingua Franca of the Modern World: New Challenges for Academia". — 2013. — Brno: Masaryk University, Check Republic. — P. 7–21.

#### Статті, опубліковані українськими виданнями
1. Іващишин О. М. Термінознавчі проблеми у системі фахової освіти (нa матеріалі англійської термінології у галузі екології та сірчаного виробництва)/ О. М. Іващишин // Лінгводидактична організація навчального процесу з іноземних мов у ВУЗі. — Львів: Світ, 1996. — С. 125—144.
2. Іващишин О. Реалізація трансферу історичних знань у царині сучасного термінознавства / О. Іващишин // Збірник наукових праць «Сучасні проблеми лінгвістичних досліджень і методика викладання іноземних мов професійного спілкування». — Львів, 2007. — С. 254—257.
3. Семотюк В. Комп'ютерні середовища для вивчення та навчання іноземних мов / В. Семотюк, В. Довбенко, О. Іващишин // Людина. Комп'ютер. Комунікація: Збірник наукових праць / За ред. Ф. С. Бацевича. — Львів: Видавництво Національного Університету «Львівська політехніка», 2008. — С. 154—156.
4. Іващишин О. М. Структурні особливості та семантична диференціація термінів-словосполучеиь в науково-технічних текстах / О. М. Іващишин // Іноземна філологія. — Львів: Світ, 1996. — Вип. 109. — С. 41–44.
5. Іващишин О. М. Способи термінологічної деривації в англомовних текстах з проблем екології та сірчаного виробництва / О. М. Іващишин //Іноземна філологія. — Львів: Видавничий центр ЛНУ ім. Івана Франка, 1999. — Вип. 111. — С. 213—217.
6. Іващишин О. М. Роль термінів-словосполучень у реалізації стильових рис науково-технічних текстів / О. М. Іващишин // Зб. наук. праць «Наукова спадщина професора Ю. О. Жлуктенка та сучасне мовознавство». — К.: Вид-во Київ. національного ун-ту ім. Т. Шевченка, 2000. — С. 99–102.
7. Ivashchyshyn O. The Correlation between Context and Terminology in Scientific Discourse / О. М. Іващишин // Наук. видання «Мова і культура» — К.: Видавничий дім Дмитра Бураго, 2002. — Вип. 5, Т. 1, ч.1. — С. 285—288.
8. Іващишин О. М. Фреймові структури в англомовному науково-технічному тексті / О. М. Іващишин // Дискурс іноземномовної комунікації. — Львів: Видавничий центр ЛНУ ім. Івана Франка, 2002. — С. 374—381.
9. Іващишин О. М. Способи утворення термінологічних одиниць англомовного науково-технічного дискурсу / О. М. Іващишин // Наук. видання «Мова і культура». — К.: Видавничий дім Дмитра Бураго, 2003. — Вип. 6, Т. 3, ч.1. — С. 224—231.
10. Іващишин О. М. Принципи диференціації термінологічних та нетермінологічних одиниць англомовного науково-технічного дискурсу / О. М. Іващишин // Наук. видання «Мова і культура». — К.: Видавничий дім Дмитра Бураго, 2004. — Вип. 7, Т. 2. — C. 170—176.
11. Іващишин О. М. Типологічна диференціація та функції контексту / О. М. Іващишин // Наук. вісник Волинського державного університету ім. Лесі Українки. Філологічні науки. — Луцьк: ВДУ ім. Лесі Українки, 2007. — № 4. — С. 359—362.
12. Іващишин О. Екстраполяція властивостей термінологічних словосполучень на маркованість науково-технічного тексту / О. Іващишин // Наукові записки. Серія «Філологічна». — Острог: Видавництво Національного університету «Острозька академія». — Вип. 9, 2008. — C. 154—160.
13. Іващишин О. Категоріальні властивості термінологічного словосполучення (на матеріалі текстів з проблем техногенного впливу на довкілля) / О. Іващишин // Наукові записки. — Вип. 81 (1). — Серія: Філологічні науки (мовознавство): У 4 ч. — Кіровоград: РВВ КДПУ ім. В. Винниченка, 2009. — C. 159—164.
14. Синдега Р. Структурні особливості та функціонування термінів в англомовних текстах з проблем комп'ютерних наук та інформаційних технологій" / Р. Синдега, О. Іващишин // Наукові записки. Серія «Філологічна». — Острог: Видавництво Національного університету «Острозька академія». — Вип.11. — 2009. — С.351–358.
15. Іващишин О. Генеза статусу термінологічного словосполучення / О. Іващишин // Вісник Львівського університету. Сер. іноз. мов. — 2010. — Вип. 17. — Львів: Видавничий центр ЛНУ імені Івана Франка. — С. 16–23. http://lingua.lnu.edu.ua/Visnyk/index.html [Архівовано 11 липня 2014 у Wayback Machine.]
16. Іващишин О. Віртуальне середовище для дистанційного навчання іноземної мови / О. Іващишин, В. Довбенко // Вісник Львівського державного університету безпеки життєдіяльності: збірник наукових праць. — Львів: Вид-во ЛДУБЖ. — № 4. — 2011. — С. 25–32.
17. Іващишин О. Життєвий шлях та педагогічна діяльність професора Катерини Яківни Кусько / О. Іващишин // Іноземна філологія. — 2011. — Вип. 123. — С. 7–10. http://lingua.lnu.edu.ua/Foreign_Philology/index.html [Архівовано 11 липня 2014 у Wayback Machine.]
18. Іващишин О. Скорочення як особливий вид термінів англомовного дипломатичного дискурсу / О. Іващишин, Н. Кащишин // Наукові записки. Серія філологічна. — Острог: Видавництво Національного університету "Острозька академія. — Вип. 29. — 2012. — С. 293—295.
19. Іващишин О. Місце термінологічного словосполучення в системі мови / О. Іващишин // Іноземна філологія. — 2013. — Вип. 125. — С. 10-15
20. Іващишин О. Місце Синтаксичні та семантичні трансформації терміна в контексті процесів вторинної деривації / О. Іващишин // Наукові записки. Серія філологічна. — Острог: Видавництво Національного університету "Острозька академія. — Вип. 45. — 2014. — С. 18–21.

### Навчально-методичні праці
1. Іващишин О. Методичні вказівки до вивчення структури та мовних особливостей англомовної наукової статті / О. Іващишин, Т. Козланюк, І. Семілеткіна. — Львів: Видавничий центр ЛНУ імені Івана Франка, 1993. — 25 с.
2. Методичні вказівки до системного вивчення граматики англійської мови для абітурієнтів університету / А. Арцишевська, І. Семілеткіна. — Львів: Видавничий центр ЛНУ імені Івана Франка, 1993. — 62 с.
3. Іващишин О. Навчальна програма з іноземної мови для студентів філологічного факультету / О. Іващишин, О. Островська, В. Рудий. — Львів: Видавничий центр ЛНУ імені Івана Франка, 2010. — 25 с.
4. Іващишин О. М. Англійська мова для розвитку фахових знань з лінгвістики: навчальний посібник / О. М. Іващишин. — Львів: Малий видавничий центр ЛНУ імені Івана Франка, 2011. — 268 с.

## Наукова діяльність поза межами України

### Учасниця міжнародних конференцій в університетах
Чикаго, США (1996 р.); Орегону, США (2000 р.); Стефорду, Велика Британія (2002 р.); Комп'єня, Франція (2007
р.); Маастріхта, Нідерланди (2003 р., 2006 р.); Бохума, Німеччина (2007 р.); Фрайбурга, Німеччина (2008
р.); Ковентрі, Велика Британія (2009 р.); Лодзя, Польща (2009 р.); Парижа, Франція (2010 р.); Клягенфурта, Австрія (2011 р., 2012 р.); Базеля, Швейцарія (2012 р.); Брно, Чехія (2012 р.); Нітри, Словаччина (2013 р.);
Відня (2004 р., 2010 р., 2013 р.); Ниси, Польща (2014 р.) та ін.

### Членство в міжнародних організаціях
2003 EATAW, EWCA, ICLHE
1994-1997 IATEFL
1995-2007 TESOL України
1996-1997 TESOL Чикаго, США
Член Центру англомовної академічної комунікації ЛНУ імені Івана Франка http://www.ceaw.org.ua/kolektiv-83.html [Архівовано 12 грудня 2016 у Wayback Machine.]
Член оргкомітету Міжнародної науково-методичної конференції «Навчання англомовної академічної комунікації в Україні: проблеми та перспективи», 24-25 жовтня 2008 р. та 18-19 листопада 2011 р. ЛНУ імені Івана Франка.
Організатор Міжнародної конференції «Інтеграційні процеси у викладанні іноземних мов: теоретичні засади та прикладні аспекти», 4-6 грудня 2009 р. ЛНУ імені Івана Франка. http://www.lnu.edu.ua/conference/others/integr_inoz/index_ua.html [Архівовано 25 вересня 2009 у Wayback Machine.]
Співорганізатор міжнародної конференції «Західноукраїнський зимовий інститут для викладачів англійської мови». Посольство США в Україні та ЛНУ імені Івана Франка. 24-25 січня 2013 р.
Координатор співпраці між факультетом іноземних мов Львівського національного університету імені Івана Франка та Педагогічним коледжем м. Клягенфурт, Австрія (2012—2015 р.р.)
Координатор співпраці між факультетом іноземних мов Львівського національного університету імені Івана Франка та Школою вищої професійної освіти Університету прикладних наук м. Ниса, Польща (2013—2016 р.р.).
Член наукового комітету міжнародної конференції «Європейський трансфер культури в літературі, мові та викладанні іноземних мов». Університет прикладних наук в м. Ниса, Польща, 10-12 квітня 2014 р.

## Автор тези доповідей
1. Ivashchyshyn O. Peculiarities of Academic Writing in Scientific Discourse / O. Ivashchyshyn // The 8th International Conference of the Europian Association for Research on Learning and Instruction. Stafford, UK, 2002. — P. 109—110.
2. Ivashchyshyn O. Teaching SFL to Law Students in ESP classes: Ukrainian Experience / O. Ivashchyshyn // Integrating Content and Language. — Maastricht, Netherlands, 2003. — P. 48.
3. Ivashchyshyn O. CALL Strategies for SFL in ESP Classes: Ukrainian Experience / O. Ivashchyshyn, V. Maksymuk // TELL and CALL in the third millennium: pedagogical approaches in a growing ЕU-community, Vienna, Austria, 2004. — P.138.
4. Ivashchyshyn O. Interactive Feedback Strategies for Teaching Writing: Ukrainian Experience / O. Ivashchyshyn, // Assessment 2004 Beyond Intuition, Bergen, Norway, 2004. — P. 43.
5. Ivashchyshyn O. Basic Strategies for Teaching Persuative Writing: Ukrainian Experience / O. Ivashchyshyn, A. Artsyshevska, V. Maksymuk // Valuing and Evaluating Writing in Higher Education, Sheffield, UK, 2004. — P. 56.
6. Ivashchyshyn O. The Creation of Call Environment for EFL Learners / O. Ivashchyshyn, V. Semotyuk // IPSI — 2005, Carcassonne, France. — April 23 — 26, 2005. — P. 42.
7. Maksymuk V. Interactive Assessment Techniques for Teaching Writing / V. Maksymuk, O. Ivashchyshyn, Yu. Zavhorodnev // Proceedings of the 3rd International iPED Conference: Researching Academic Visions and Realities. — Coventry: Coventry University, 8 — 9 September, 2008. — P. 41.
8. Ivashchyshyn O. Promoting Research Paper Writing through Computer Environments / O. Ivashchyshyn, V. Dovbenko, O. Ostrovska // European Writing Centers Association Conference 2008. — Freiburg, Germany: University of Education. — 19-22.06.2008. — С.114 https://www.ph-freiburg.de/fileadmin/dateien/zentral/schreibzentrum/typo3content/EWCA-Conference2008/EWCA2008-ConfPrint0609.pdf [Архівовано 20 березня 2020 у Wayback Machine.]
9. Ivashchyshyn O. Challenges of Teaching Effective Writing through Computer Environment O. Ivashchyshyn, V. Maksymuk, V. Dovbenko // The Role of Writing Development in Higher Education and Beyond: International Conference Abstracts. — Coventry: Coventry University, 2009. — P. 49.
10. Ivashchyshyn O. Creating Research Writing Course through Computer Environment / O. Ivashchyshyn, R. Syndeha // Foreign Language Opportunities in Writing: International Conference Abstracts. — Łódź: University of Łódź, 2009. — P. 4.
11. Ivashchyshyn O. Teaching Legal English through computer environment / O. Ivashchyshyn, V. Dovbenko, R. Dudok // 6th Austrian UAS Language Instructors’ conference, 7 — 8 May 2010. — Vienna: Fachhochschule Technikum Wien. — P. 3.
12. Ivashchyshyn O. Bridging Cultural Gaps in Teaching AW to Future Diplomats // O. Ivashchyshyn, N. Kashchyshyn, O. Ostrovska // European Writing Centers association Conference «Crossing National Bounderies and Linguistic Borders: (Re)Thinking and(Re) Situating the Writing Center and WAC Connection in Europe and Beyond», 24 — 28 May 2010. — Paris: The American University of Paris. — P. 100—101.
13. Ivashchyshyn O. Challenges of Teaching ESP through Computer Environment / O. Ivashchyshyn, V. Dovbenko / 1st International Conference «Pains and Gains — New Trends in ELT». — Nicosia: Near East University, Cyprus. — June 3-4, 2011. — [Cited 2011, 12 November]. — Available from : http://eltconference.neu.edu.tr/program.htm [Архівовано 12 липня 2013 у Wayback Machine.]
14. Ivashchyshyn O. Investment of Computer Environment in Research Paper Writing Promotion / O. Ivashchyshyn, V. Dovbenko // Second International Conference on theory and practice of foreign language writing «Foreign Language Opportunities in Writing». — Lodz: University of Lodz, Poland. — June 13-14, 2011. — P. 9.
15. Ivashchyshyn O. Peculiarities of Terminological Translation / O. Ivashchyshyn, N. Kashchyshyn // International Conference «Translation and Gender: a gap between theory and practice?» — Calabria: University of Calabria, Italy. — November 8-9, 2011.
16. Ivashchyshyn O. Contribution of Terminological Paradigm to English Linguistic Discourse / O. Ivashchyshyn, A. Artsyshevska // 5th Brno Conference on Linguistics studies in English «English as the lingua franca of the modern world: new challenges for Academia». — Brno: Masaryk University, Check Republic. — September 17– 8, 2012. — P. 13. http://www.tsdconference.org/tsd2012/abstracts.html [Архівовано 23 вересня 2020 у Wayback Machine.]
17. Ivashchyshyn O. Implementing Innovative Methodology in Integrated ESP Classes / O. Ivashchyshyn, S. Markelova, A. Artsyshevska // International Conference «Classroom-oriented research». — Lodz: University of Lodz, Poland. — September 23–24, 2012. — P. 7.
18. Ivashchyshyn O. Challenges of Teaching Research Paper Writing through Computer Environment / O. Ivashchyshyn, N. Kashchyshyn // 4th Internationale Tagung «Text-Netze, Schreib-Netze, Denk-Netze Schreiben in Studium und Beruf». — Basel: Basel University, Switzerland. — June 7–8, 2012. — P. 17.
19. Ivashchyshyn O. Specificities and Mechanisms Challenging Gender Translation / O. Ivashchyshyn, S. Markelova, N. Kashchyshyn // MaltiMediaTrans 2012. — Turku: University of Turku, Finland. — May 3–5, 2012. — P. 16.
20. Ivashchyshyn O. Language Diversity in English Linguistic Discourse: Semantic and Structural Parameters. Contexts, References and Style / O. Ivashchyshyn O., A. Artsyshevska, S. Markelova // 5th International Nitra Conference on Discourse Studies. — Nitra: Constantine the Philosopher University, Slovakia. –March 21–22, 2013. — P. 24–25.
21. Ivashchyshyn O. Developing Writing Skills of Humanity Students / O. Ivashchyshyn, A. Artsyshevska // 3-rd International Conference on Theory and Practice of Foreign Language Writing. — Lodz: University of Lodz, Poland. — June 9-11, 2013. — P. 8.
22. Ivashchyshyn O. Strategies of Teaching ESP in the Age of Innovative Technologies / O. Ivashchyshyn // 1-st International Conference «European Transfer of Culture in Literarure, Language and Didactics». — Nysa: University of Applied Sciences, Poland. — April 10-12, 2014. — P. 19–20.

### Тези доповідей на міжнародних конференціях в Україні
1. Арцишевська А. Досягнення ефекту переконливості в англомовному юридичному письмі / А. Арцишевська А., О. Іващишин, О. Островська // Друга регіональна науково-практична конференція «Дискурсні стратегії лінгвістики ХХІ століття». — Львів: Вид-во ЛНУ. — 28.06.2008. — С. 89-92.
2. Іващишин О., В. Довбенко // Міжнародна конференція «Навчання англомовної академічної комунікації в Україні: проблеми та перспективи». — Львів: Вид-во ЛНУ. — 24–25.10.2008. — С. 93–94.
3. Іващишин О. Computer Environement for Integrating Terminology Acquisition into ESP Learning / О. Іващишин, В. Довбенко // Інтеграційні процеси у викладанні іноземних мов: теоретичні засади та прикладні аспекти: матеріали міжнародної конференції. — Львів: Вид-во ЛНУ ім. І. Франка, 4–6.12.2009. — С. 194—195.
4. Арцишевська А. Навчання англомовному юридичному письму / А. Арцишевська, О. Іващишин, О. Островська // Зб. матеріалів XIV національної науково-практичної конференції TESOL — Україна «Винахід у навчанні для викладача англійської мови: навчання, що базується на змісті». — Харків, 2009. — C. 30–33. http://eprints.kname.edu.ua/30472/1/149.pdf [Архівовано 20 березня 2020 у Wayback Machine.]
5. Яхонтова Т. Центр англомовної академічної комунікації: історія, досвід, здобутки / Т. Яхонтова, О. Іващишин [та ін.] // IV Міжнародна науково-практична конференція «Лінгвістичні проблеми та інноваційні підходи до викладання чужоземних мов у вищих навчальних закладах», 28 –30.10. 2010. — Львів: ЛДУБЖ. — С. 140.
6. Іващишин О. Innovative Methodology for Acquiring Language Knowledge in a Globalized Society / О. Іващишин, В. Довбенко // ІІ Міжнар. наук.-практ. конфер. «Навчання англомовної академічної комунікації в Україні та у світі: проблеми і перспективи»: тези доп., 18–19.11. 2011 р. — Львів: ЛНУ ім. І. Франка, 2011. — С. 120—121.
7. Іващишин О. Синтаксична деривація як різновид термінотворення / О. Іващишин, Н. Кащишин // ІІІ Міжнар. наук.-практ. конфер. «Дискурсні стратегії лінгвістики ХХІ століття», присвячена пам'яті проф. К. Я. Кусько: тези доп., 24–25.11.2011 р. — Львів: ЛНУ ім. І. Франка, 2011. — C. 250—251.
8. Іващишин О. Життєвий шлях та педагогічна діяльність професора К. Я. Кусько / О. Іващишин // Звітна наук. конфер. фак-ту іноз. мов ЛНУ ім. Івана Франка: тези доп. — Львів: Вид-во фак-ту іноз. мов. — 7–8.02.2011. — С. 11–12.
9. Яхонтова Т. Центр англомовної академічної комунікації як осередок педагогічних інновацій / Т. Яхонтова, О. Іващишин, [та ін.] // Звітна наук. конфер. фак-ту іноз. мов ЛНУ ім. Івана Франка: тези доп. — Львів: Вид-во фак-ту іноз. мов. — 7–8.02.2011. — С. 102—103.
10. Іващишин О. Особливості викладання англійської мови у процесі підготовки аспірантів немовних спеціальностей до складання кандидатського іспиту / О. Іващишин, С. Маркелова // Лінгвістичні проблеми та інноваційні підходи до викладання чужоземних мов у вищих навчальних закладах: Матеріали V Міжнародної науково-практичної конференції. — Львів: ЛДУ БЖД. — 19–21 квітня, 2012. — С. 77.
11. Іващишин О. Розвиток фахових знань студентів на заняттях з англійської мови / О. Іващишин // Звітна наук. конфер. фак-ту іноз. мов ЛНУ ім. Івана Франка: тези доп. — Львів: Вид-во фак-ту іноз. мов. — 2013. — С. 40.